# Donji Andrijevci
Donji Andrijevci est un village et une municipalité située dans le comitat de Brod-Posavina, en Croatie. Au recensement de 2001, la municipalité comptait 4 393 habitants, dont 95,45 % de Croates et le village seul comptait 2 973 habitants.

## Localités
La municipalité de Donji Andrijevci compte 4 localités :
- Donji Andrijevci
- Novo Topolje
- Sredanci
- Staro Topolje